# ヘレン環礁
ヘレン環礁は太平洋西部の環礁。トビ語ではホトサリヒエ環礁(Hotsarihie)とよばれる。
パラオのハトホベイ州に属しており、トビ島の東75kmの位置に存在する。環礁西南部に礁湖に入る水路が存在し、引き潮時にはここから水が流出する。
1767年、ニューギニアからマニラに向かう途中であった"HMS Swallow"のフィリップ・カートレット船長が9月8日にこの島を"発見"している。
おおよそ長さが25km、幅が10kmになっている。礁湖は103km2で、これと浅い珊瑚礁をあわせると大体163km2の面積を持つ。満潮時にはそのほとんどが水没するものの、北端の一部は長さ400mの細長い島になっており、ヤシも見られ、ヘレン島と呼ばれている。ヘレン島は面積が0.03km2程であるが、同島には珊瑚の密猟を取り締まるための警備隊の恒久的な宿営地が存在する。

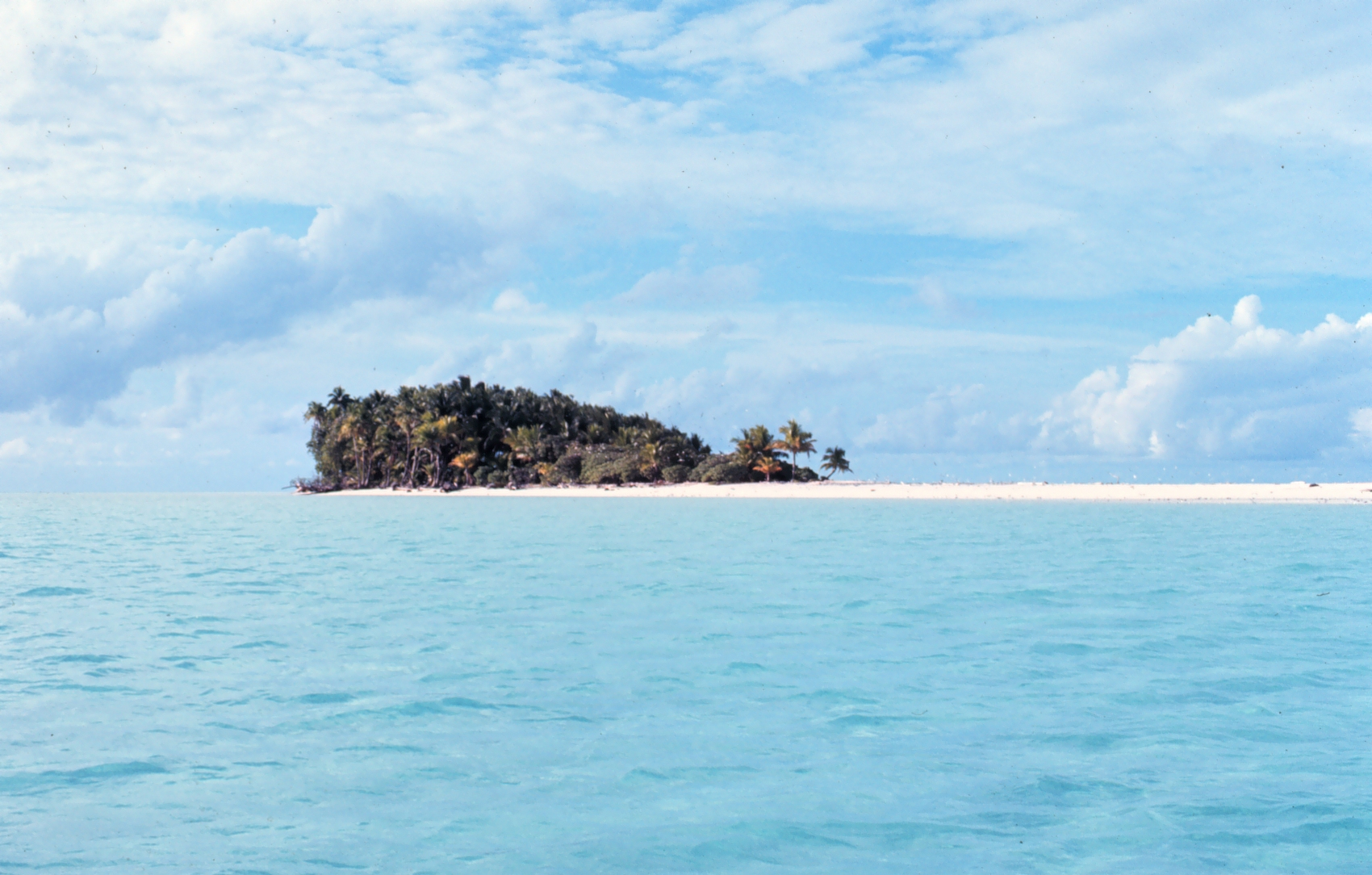
ヘレン島
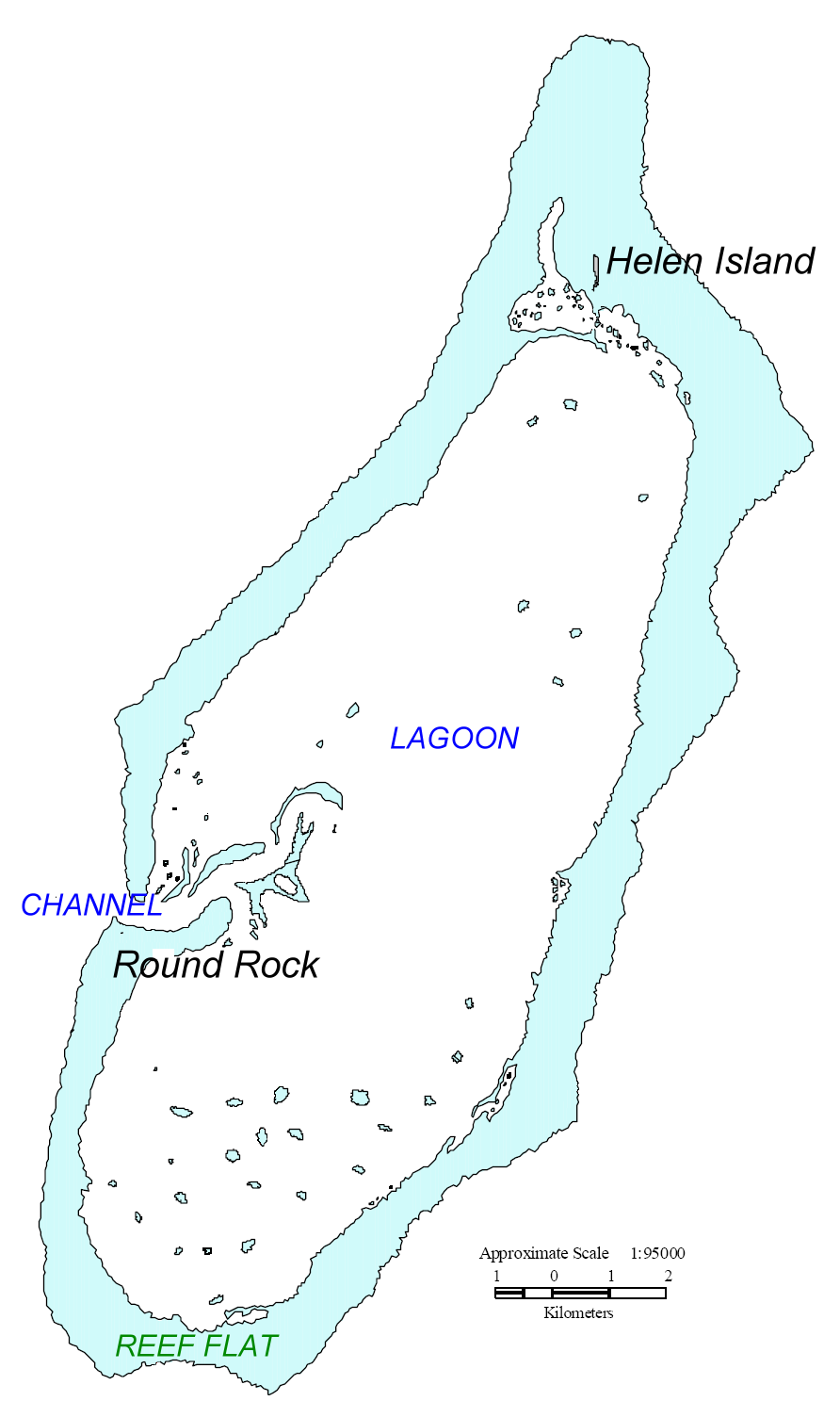
ヘレン環礁地図

## 註
1. ↑  (2006). The International journal of nautical archaeology, Bände 35-36 (S. 357). Academic Press (für die Nautical Archaeology Society)
2. ↑  Republic of Palau 2002-2003 Statistical Yearbook (PDF)